# Dainippon Butokukai
Der Dainippon Butokukai (jap. 大日本武徳会. 1895–1946) war ein großjapanischer Kampfkünsteverband zur Förderung der Budō-Tugenden. 
 Er wurde im April 1895 gegründet und von der Kaiserlichen Japanischen Regierung beauftragt, die verschiedenen Ryū (Stil) des japanischen Bujutsu zu kontrollieren und zu standardisieren. Dazu wurde ein Komitee gebildet, das die Budō menjō (Bujutsu menjō – Rangbescheinigungen der Kampfkunstmeister) und die Shihan menjō (Lehrerlizenzen) ausgab und bestätigte. Dadurch standen alle Ryū, die sich dem Butokukai nicht anschlossen, außerhalb des offiziellen Rahmens.

## Namensgebung
Der Begriff Dainippon bezieht sich auf „Dainippon Teikoku“, das „Großjapanisches Reich“ heißt, die Selbstbezeichnung Japans während seiner expansionistischen Epoche und seit der Meiji-Verfassung (1889) der offizielle Name für Japan. Im April 1936 erließ das japanische Außenministerium eine Order, womit erneut bekräftigt wurde, dass im Rahmen von internationalen und diplomatischen Beziehungen ausschließlich diese Namensform als Bezeichnung Japans zu verwenden sei. Nach dem Krieg wurde dieser Name Japans, da durch Assoziationen mit seiner imperialistischen Epoche belastet, durch Nipponkoku beziehungsweise Nihonkoku ersetzt. Analog verfuhr man mit nahezu allen Bezeichnungen, welche Dainippon im Namen führten, darunter ebenso „Dainippon Kōrindō-Aikidō“, woraus demzufolge „Nihon Kōrindō-Aikidō“ wurde.

## Geschichte
Der Verband „Dainippon Butokukai“, mit Hauptsitz in Kyōto, war am 28. April 1895 auf Anweisung des damaligen Erziehungsministeriums und mit Zustimmung des Kaisers der Meiji-Zeit (1868–1912) gegründet worden. Zu Trainingszwecken wurde im Areal des Heian-Schreins (in Verehrung für Kaiser Kanmu 781–806 errichtet, unter dessen Regentschaft Kyōto als neue Hauptstadt geplant und verwirklicht wurde) ein großer Dōjō erbaut und in Anlehnung an das erste, unter Kaiser Kanmu 794 gegründete Butokuden „Dainippon Butokuden“ genannt.
Zweck der Vereinigung war es, die Budō-Künste Japans – und damit einhergehend den „japanischen Geist“ – zu fördern, denn viele der traditionellen Kampfkünste hatten sich seit Beginn der Modernisierungsbestrebungen Japans in der Meiji-Zeit (ab 1868) nach westlichem Vorbild zu Sportarten mit Wettkampfregeln gewandelt. Westliche Sportarten hatten zudem begonnen, sich zunehmender Beliebtheit zu erfreuen, zum Nachteil der Budō-Künste. In den Jahren vor dem Zweiten Weltkrieg hatte man daher versucht, die westlichen Sportarten wieder zurückzudrängen und stattdessen das ursprüngliche Erbe der alten Kampfkünste wiederzubeleben.
Die erklärten Ziele des Butokukai waren: Neben der erwähnten Errichtung eines Dōjō (Butokuden) die Durchführung jährlicher Ausstellungen zum Thema Kampfkünste und Veranstaltung von Wettkampfturnieren; Sammlung klassischer Waffen und militärischer Ausrüstungsgegenstände sowie Einrichtung eines einschlägigen Archivs und eines Dan-Systems; Herausgabe einer Zeitschrift für Kampfkünste. Außerdem sollten Zweigstellen in allen Präfekturen Japans aufgebaut werden, mit den Präfektur-Gouverneuren als ihren Direktoren. Das Butokuden in Kyōto wurde 1899 fertiggestellt, anschließend daran folgten plangemäß die weiteren Butokuden in den übrigen Präfekturen, 1905 schließlich eine eigene Schule für Ausbilder in den Kampfkünsten, die Budō Senmon Gakkō (College of Martial Arts).
Für die Teilnehmer an den jährlichen Turnieren wurde die Auszeichnung „seirensho“ geschaffen, während an die Lehrmeister ab 1902 die Titel „hanshi“, „tasshi“ und „kyōshi“ vergeben wurden, 1934 ergänzt durch „renshi“, mit „hanshi“ als dem höchsten Titel.
Das geforderte Dan-System wurde vom Butokukai ebenfalls initiiert und ein Schiedsrichtergremium geschaffen. Dieses wurde beauftragt, die Regeln für die Ausbildung und die Wettkämpfe in den einzelnen Sparten (Kendō, Jūdō, Naginata (hellebardenartige Lanzen) und Kyūdō (Bogenschießen)) festzulegen, die Kampfkünste zu modernisieren und für ihre verstärkte Verbreitung im ganzen Lande Sorge zu tragen. Während des Zweiten Weltkriegs wurde der Verband der Regierung direkt unterstellt, aber nach Kriegsende von der amerikanischen Besatzung aufgelöst.
Mit Abschluss des Friedensvertrags 1952 zwischen den USA und Japan und der Wiedererlangung der staatlichen Souveränität Japans war der Weg frei für die Neugründung des Butokukai. Zunächst verzichtete man auf das einen Großmachtanspruch bekundende „dai“ (groß) und nannte die Neugründung lediglich „Nippon Butokukai“. Gegenwärtig firmiert der Butokukai unter der Abkürzung DNBK was für „Dai Nippon Butoku Kai“ steht; das „dai“ hat also wieder Aufnahme gefunden. Während sich der DNBK heute als politisch völlig unabhängige Organisation darstellt, jedwelchen Zusammenhang mit dem alten Butokukai negiert und formal im neuen Gewand erscheint, sind dennoch ähnliche Strukturen und Zielsetzungen zu erkennen. Präsident ist ein Verwandter des Kaiserhauses, die jährlichen Turniere wurden über die Jahre am Geburtstag des Showa-Kaisers, am 29. April, abgehalten und der mehrmalige Ministerpräsident und führendes Mitglied der regierenden Partei LDP, Miyazawa Kiichi, war bis zu seinem Tod 2007 Mitglied des Beirats.
Auf der Internetseite des Verbandes ist zu lesen: „Der DNBK setzt sich für die Förderung von Bildung und Dienstbereitschaft (service) mit Hilfe des Kampfsports ein, sowie für die Wiederherstellung des Erbes der Tugenden des Bushidō.“
1985 wurde in Virginia in den USA eine Filiale des DNBK gegründet, die gleichzeitig den Sitz der 1992 ins Leben gerufenen Internationalen Abteilung des DNBK beherbergt. Im ehemaligen „Dainippon Butokukai“ waren neben Jūdō, Kendō und Kyūdō eine Reihe weiterer Stilrichtungen vertreten, jede mit ihrer eigenen Spezialisierung und in getrennten Sektionen. Die Experten dieser unterschiedlichen Stilarten übten sich ausschließlich in den für ihre Schulen speziellen Fertigkeiten mit der Folge, dass sie nicht über ein umfassendes System von Kampftechniken verfügten, die für die unterschiedlichen Situationen, wie sie in Kriegszeiten auftreten mochten, geeignet gewesen wären. Es bestand also die Aufgabe, ein „integriertes“ Budō zu schaffen, das anstelle der Spezialisierung eine umfassende Ausbildung in allen Sparten des Budō – oder des „heihō“, wie Hirai es vorzog zu nennen – garantierte. Hierfür bot Hirais Konzept des „yawara“ die geeignete Basis und Voraussetzung. So wurde zu dem Zweck, eine derartige Sektion im „Butokukai“ einzurichten, welche sich dieser Aufgabe widmen sollte, eine Kommission ins Leben gerufen. Zum Leiter dieser neuen Sektion wurde 1942 Hirai Minoru, bereits Jūdō-Tasshi, bestellt und dessen integriertes Budo-System zum Lehrzweck bestimmt. Nach längeren Diskussionen in der Kommission einigte man sich schließlich auf Hirais Vorschlag, die Bezeichnung Aikidō für sein Budō, das er auch gerne als Matrix-Budō betrachtete, zu wählen. Damit war für Hirais System eine neue und definitive Bezeichnung gefunden.
Nach dem Zweiten Weltkrieg wurde der „Dainippon Butokukai“ vollständig aufgelöst, als von den Siegermächten die Kampfkünste verboten wurden. 1952 wurde mit der IMAF-Kokusai Budoin die offizielle Nachfolgeorganisation gegründet. Jedoch wurde der DNBK kurze Zeit später wieder ins Leben gerufen und existiert seit dieser Zeit. Der Vorstand in Kyoto/Japan ist seine Exzellenz, Prinz Higashi Fushimi Jiko. Vertreter der Internationalen Abteilung ist Hanshi H.T. Hamada. Die DNBK hat mittlerweile in vielen Ländern der Welt Repräsentanten, die als Ansprechpartner in ihren Ländern dienen.